# Albrecht Lindcreutz
Albrecht Lindcreutz (före adlandet Lindberg), född 5 september 1674 i Södertälje, död 13 oktober 1744 i Stockholm. Föräldrar: rådmannen Hans Lindberg och Anna Gerner. Gift 22 dec 1707 i Stockholm med Judita Leijel, död 25 okt 1746, dotter till handelsmannen Adam Leijel och Helena Radou.

## Levnadsbeskrivning
Lindcreutz skrevs in vid Uppsala universitet 1692 där han, enligt likpredikan av Anders Johan von Höpken, "läste mer än man plägade läsa". År 1696 påbörjade Lindcreutz en tvåårig bildningsresa i Tyskland och Holland. Vid hemkomsten anställdes han som kanslist i Kammarkollegium. Lindcreutz förlänades adelskap 25 juni 1719.
Lindcreutz deltog som riksdagsman vid riksdagarna på 1730- och 40-talen och blev landshövding i Stora Kopparbergs län 1739. Vid Dalupproret 1743 försökte Lindcreutz förgäves föra en medlande roll.
År 1742 utnämndes Lindcreutz till president i Kammarkollegiet och blev därmed den förste som från ofrälse kanslist arbetat sig upp till högsta posten i ett ämbetsverk. Utöver ämbetsmannabanan tjänstgjorde Lindcreutz som förvaltare och förmyndare för olika privatpersoner, till exempel grevinnan Beata Elisabeth Königsmarck (d.1723) och greve Erik Brahe (1722–1756).
I likpredikan beskrivs Lindcreutz som ”Gudfruktig, utan hyckleri, ärlig, utan skryt, liten af ord, mycket af gärningar, tiente sit Fädernesland och sin nästa med den upriktighet, hvarmed de fläste tiena sig sielfva.”